# 深浦町立大戸瀬中学校
深浦町立大戸瀬中学校（ふかうらちょうりつ おおどせちゅうがっこう）は、青森県西津軽郡深浦町北金ケ沢にある公立中学校。生徒数は36人（2023年現在）。

## 概要
旧深浦町の北側を学区とする。一級へき地学校に認定されている。

## 沿革
- 1947年（昭和22年）
  - 4月1日 - 大戸瀬村立修道中学校として開校する[2][3]。
  - 4月22日 - 開校式挙行[3]。
- 1950年（昭和25年）
  - 4月1日 - 大戸瀬村立大戸瀬中学校に改称する。
  - 10月20日 - 新校舎落成[3]。
- 1951年（昭和26年）11月5日 - 校歌制定[3]。
- 1953年（昭和28年）10月23日 - 校旗樹立[3]。
- 1955年（昭和30年）7月29日 - 町村合併により、深浦町立大戸瀬中学校に改称する。
- 1969年（昭和44年）3月7日 - 校舎が全焼[4]。修道小学校や旧鰺ヶ沢高等学校大戸瀬分校の校舎で、授業を行った[3]。
- 1970年（昭和45年）6月1日 - 新校舎落成[3]。
- 1971年（昭和46年）2月5日 - 体育館落成し、校舎火災復工工事完成[4][3]。
- 1983年（昭和58年）
  - 5月26日 - 12時頃に発生した日本海中部地震により、校舎が大きな被害を受ける。
  - 6月7日 - 深浦町の対策会議で、「校舎の継続使用は危険」と判断、14日までの臨時休校を決定[5]。
  - 6月15日 - 修道小学校の校舎を間借りして、授業再開[5]。
  - 8月23日 - 大字榊原字上野208番23号の町営追立山運動広場に建設したプレハブ校舎に移転[5]。
- 1984年（昭和59年）8月20日 - 現在地に新築校舎完成[6] 。
- 1985年（昭和60年）7月28日 - 校舎新築落成記念式典挙行[6]。

## 学区
関、岩坂、田野沢、風合瀬（字大磯、汐干浜）、北金ヶ沢、柳田。

## 生徒数
2023年（令和5年）5月1日現在
| 学年 | 1年 | 2年 | 3年 | 特別支援 | 合計 |
| ---- | --- | --- | --- | -------- | ---- |
| 学級 | 1   | 1   | 1   | 2        | 5    |
| 生徒 | 17  | 8   | 11  | 2 (内数) | 36   |

## 周辺
- 国道101号田野沢バイパス
- 西海岸広域農道
- JR東日本五能線北金ケ沢駅[7]

## アクセス
- JR東日本五能線北金ケ沢駅から、
  - 徒歩で、約2.3km・約40分（最短ルートを移動した場合）。
  - 車で、約2.4km・約5分。
- 弘南バス鰺ヶ沢 - 深浦線「バイパス入口」バス停下車後、徒歩約2km・約35分。
  - 「北金ヶ沢」・「弁天崎」の両バス停が直線距離では近いが、道路の関係で遠回りとなる。

## 出身著名人
大戸瀬中学校には相撲部があり、2012年現在、4人の関取を輩出している。
- 安美錦竜児 - 元大相撲力士・現年寄安治川
- 海鵬涼至 - 元大相撲力士
- 将司昂親 - 元大相撲力士
- 安壮富士清也 - 元大相撲力士